# Гуммирование почтовых марок

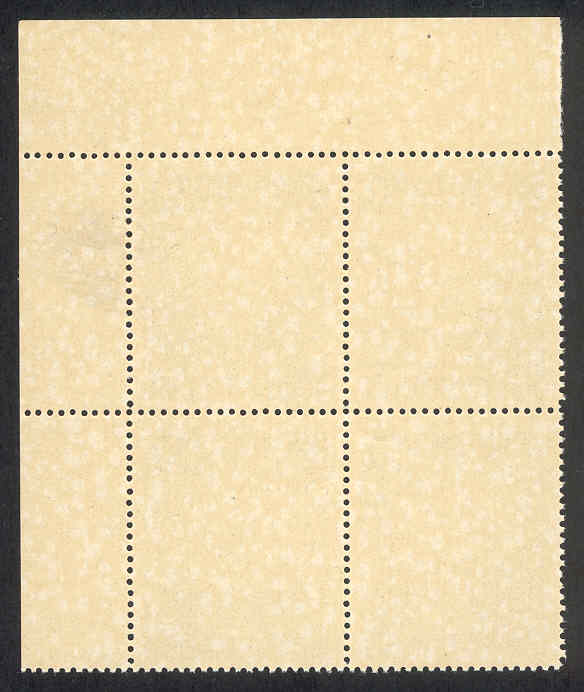
Обратная сторона квартблока австрийских марок ландшафтной серии 1945 года номиналом в 30 грошей с экономной гуммировкой (Spargummierung)

Гумми́рование почтовых марок, или гуммиро́вка почтовых марок (англ. gumming, от gum — клей), — нанесение клеевого слоя на оборотную сторону почтовых марок, позволяющее наклеивать их на конверт или иное почтовое отправление. Рецептов клея существует много. Традиционно на марках применялся гуммиарабик, а также раствор декстрина с добавкой желатина (для уменьшения смываемости клеевого слоя при увлажнении его перед приклеиванием) и других веществ. В наши дни широко применяются синтетические клеевые составы (клей ПВА).

## Негуммированные марки
Использование клея было изначально предложено Роулендом Хиллом и было повсеместным с самого начала. В ряде случаев марки выпускались без гуммирования по следующим причинам:
- отсутствие клея в чрезвычайных обстоятельствах (например, в Италии в 1944 году, при изготовлении краковского выпуска в Польше в 1919 году, в Латвии в 1919 году),
- отсутствие доступа к клею (отпечатанные на машинке угандийские марки 1895 года с цифрой номинала в каури — так называемые «угандийские каури»[2]),
- влажный тропический климат (марки Кюрасао и Суринама 1873 года),
- предназначенность для продажи только коллекционерам (например, памятные почтовые блоки США 1930-х годов, а также марочные листы 1933 года, получившие известность под названием «Проделки Фарли» («англ. Farley's Follies») — по имени генерального почтмейстера Джеймса Фарли).

Наклеивание почтовых марок на почтовые отправления вручную отнимает так много времени (а «время — деньги» для организаций с большим объёмом отправки почты), что такие ситуации всегда носят временный характер.

## Процесс гуммирования

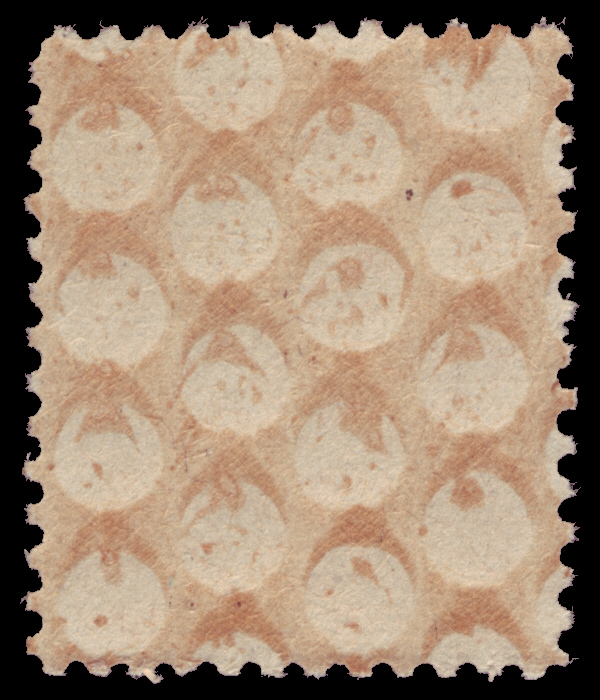
Обратная сторона одной из марок, выпущенных в советской зоне оккупации Германии после Второй мировой войны, с хорошо заметной экономной гуммировкой

Первоначально гуммирование производилось после процесса печати марок, но до нанесения перфорации, обычно потому, что для хорошей печати бумага должна была быть влажной. Однако в наши дни печатание марок в основном производится уже на гуммированной бумаге. В истории известно несколько примеров, когда марки гуммировались после нанесения перфорации, но это скорее исключения.
На ранних выпусках клей наносился вручную с помощью кисти или валика, но в 1880 году фирма De La Rue изобрела технологию машинного гуммирования с помощью печатного пресса, и сейчас клей всегда наносится машинным способом. Клей повсеместно наносится как можно равномернее. Однако после Второй мировой войны в целях экономии клея применяли особый вид гуммировки. Гуммировальные машины снабжались шаблоном с проколотыми дырочками, в результате чего клей наносился на бумагу отдельными точками и его расходовалось в два раза меньше. Так были гуммированы, например, марки местного выпуска немецкого города Финстервальде (1946) и часть выпуска марок Тюрингии (1945—1946). Иногда для украшения и для усложнения фальсификации с помощью специальных форм клей наносили в виде монограмм или вензелей. Например, на одной из чехословацких серий 1923 года на основном клеевом слое светлого цвета нанесена монограмма PCS (чеш. Pošta Československá — «Чехословацкая почта») в виде мелкой сетки жёлто-коричневым клеем.

## Гуммирование и коробление марок
Самую значительную технологическую проблему гуммирования представляет сворачивание, коробление марок из-за различной реакции бумаги и клея на разные уровни влажности. В самых крайних случаях марка сама по себе сворачивается в трубочку. Пробовались разные методы, но проблема сохраняется по сей день. При изготовлении швейцарских марок 1930-х годов фирма Courvoisier использовала машину для рифления клея, которая вдавливала сетку из небольших квадратиков в клеевом слое, в результате чего получался так называемый рифлёный клей. Другим методом было разрезание клея ножами после нанесения. В отдельных случаях клей сам собой решает эту проблему, растрескиваясь после высыхания.

## Внешний вид клеевого слоя
Внешний вид клея варьирует в зависимости от его типа и способа нанесения от почти невидимых до тёмно-коричневых крупинок. Гуммированная поверхность выглядит матовой или глянцевой.

## Типы клея
На марках используются следующие типы клея:
- декстрин, получаемый нагреванием крахмала;
- гуммиарабик или аравийская камедь, получаемые из акации;
- клей, получаемый из желатина, на марках использовался редко;
- поливиниловый спирт (ПВС).

## Марки-самоклейки
В последние годы широкое распространение получили самоклеящиеся марки. Первые такие марки были выпущены в Сьерра-Леоне в 1964 году. В США этот метод был опробован на рождественской марке 1974 года, хотя эксперимент был признан неудачным и не повторялся в течение многих лет. Традиционный клей продолжает применяться, хотя теперь его отличают, называя «смачиваемым водой».

## Филателистические аспекты

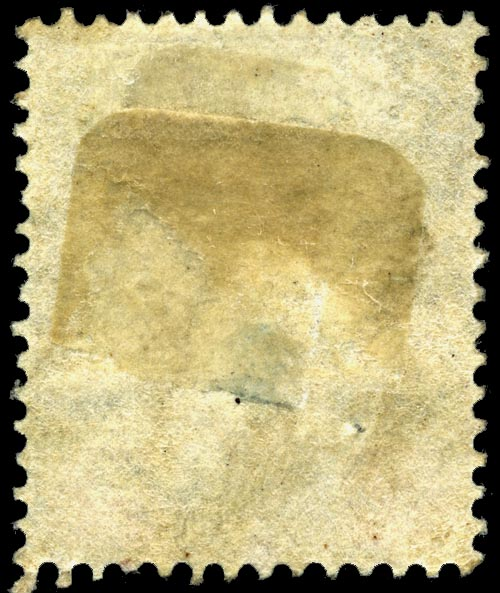
Следы от наклейки для марок на обороте старой марки

Для коллекционеров клей представляет большую проблему. Он редко служит для отличения редких марок от обычных, при этом, будучи нанесённым на оборотной стороне марки, он, как правило, не виден. Тем не менее, многие коллекционеры негашёных марок ищут экземпляры в «свежем» или «идеальном» состоянии, а это означает, что клеевой слой должен быть нетронутым, и они готовы платить за это больше. Хотя это не представляет проблемы для современных выпусков, традиционным способом крепления марок в альбоме было использование наклеек для марок. По утверждению ряда экспертов, очень малое число негашёных марок XIX века не было приклеено с помощью таких наклеек в своё время. Это значит, что старые марки в нетронутом состоянии неизбежно вызывают подозрение в том, что клеевой слой на них был нанесён повторно. Выявление почтовых марок с повторно нанесённым клеевым слоем является подобластью филателистической экспертизы.

## Интересные факты
Исключительно кошерный клей использует для гуммирования своих почтовых марок единственная страна в мире — Израиль.